# David O. Cauldwell
David Oliver Cauldwell (* 17. Juni 1897 in Cleveland, Ohio; † 30. August 1959) gilt als einer der Pioniere in der Behandlung der damals so bezeichneten Transsexualität. Ihm wurde zeitweise die erste Verwendung dieses Begriffes zugeschrieben, obwohl Magnus Hirschfeld im Jahr 1923 den Begriff des „seelischen Transsexualismus“ verwendete und damit die klinische Kategorie schuf, die später von Harry Benjamin ausgebaut wurde. 1949 publizierte Cauldwell (Cauldwell, 1949) eine Arbeit über ein Mädchen, das sich als Junge empfand.
Cauldwells Vater war Chirurg. Bereits in seiner Jugend zeigte Cauldwell großes Interesse an Sexualwissenschaften und Anatomie. Nach der Schulzeit begann er sein Medizinstudium am Chester College of Medicine and Surgery, das später in der Loyola University Chicago aufging. Er schloss sein Studium an der Universidad Nacional Autónoma de México ab.
Nach einer Zeit als frei praktizierender Arzt für Allgemeinmedizin verdingte er sich als Vertragsarzt beim U.S. War Department und arbeitete für dieses als Neuro-Psychiater. Im Jahr 1945 gab er seine Praxis auf und widmete sich vollständig dem Schreiben und dem, was er als „Research in Science“ bezeichnete (Cauldwell, 1949, S. 276). Er war
Mitglied des Board of Medical and Sexological Consultants of Sexology state und wurde dort als Spezialist für Sexologie und Militärmedizin geführt. Er starb am 30. August 1959. Obwohl er offensichtlich in die Behandlung von Transmenschen involviert war, gibt es keine Anzeichen für eine Spezialisierung auf diesem Gebiet. 
Im Jahr 1946 wurde er Herausgeber bei „Sexology: Sex Science Magazine,“ einem populärwissenschaftlichen Magazin über Sexualwissenschaften und war dort für die Abteilung „Fragen und Antworten“ zuständig. In der Folge publizierte er zahlreiche populärwissenschaftliche Schriften zu Fragen des Sexualverhaltens, besonders des „abweichenden Sexualverhaltens“, jedoch mit einem Schwerpunkt auf den Themen Transvestismus, Transgeschlechtlichkeit (Transsexualität) und Intergeschlechtlichkeit. Im Jahr 1956 gab er das Buch „Transvestism – Men in Female Dress“ heraus, das ein Kapitel von Harry Benjamin mit dem Titel „Trans-sexualism and Transvestism“ beinhaltete.
Im Gegensatz zu Harry Benjamin lehnte er operative Maßnahmen zur Linderung des Leidensdrucks transgeschlechtlicher Menschen strikt ab (Cauldwell, 2001 a): „Males with such distorted mentalities and consequent distorted personalities have sought surgery by which they hoped to attain sex transmutation and become women,“ ebenso Transgeschlechtlichkeit als Veranlagung (Cauldwell, 2001 b): „I am of the opinion that the desire is always false and that there are individuals who have gone through mutilative operations because they lost their mental equilibrium.“